# Александар Ристич
Александар Ри́стич (босн. Aleksandar Ristić, нар. 28 червня 1944, Сараєво) — югославський футболіст, що грав на позиції захисника, півзахисника. По завершенні ігрової кар'єри — боснійський футбольний тренер.

## Клубна кар'єра
У дорослому футболі дебютував 1962 року виступами за команду «Сараєво», в якій провів чотири сезони.
Своєю грою за цю команду привернув увагу представників тренерського штабу клубу «Хайдук» (Спліт), до складу якого приєднався 1966 року. Відіграв за сплітську команду наступні чотири сезони своєї ігрової кар'єри. Більшість часу, проведеного у складі «Хайдука», був основним гравцем команди.
Протягом 1970—1974 років захищав кольори клубу «Вележ», після чого перебрався до Західної Німеччини, де став грати за «Айнтрахт» (Брауншвейг), за який виступав протягом 1974—1978 років.

## Кар'єра тренера
Розпочав тренерську кар'єру, коли ще був польовим гравцем, 1977 року як тренер юнацької команди клубу «Айнтрахт» (Брауншвейг).
У 1978 році Александар Ристич став помічником тренера Бранко Зебека в «Гамбургу». Після звільнення Зебека в грудні 1980 року Ристич очолив команду і під його керівництвом «Гамбург» став віце-чемпіоном. Після приходу Ернста Гаппеля боснієць знову став помічником тренера і працював там до 1983 року.
У 1983 році Ристич очолив «Айнтрахт» (Брауншвейг). Після хорошого першого сезону, в другому команда була в нижній частині таблиці, і в квітні 1985 році Ристич був звільнений, втім без нього команда все одно вилетіла до другого дивізіону. Надалі Ристич повернувся у «Гамбург», де знову працював асистентом Гаппеля.
Згодом протягом 1987—1990 років очолював тренерський штаб клубу «Фортуна» (Дюссельдорф), з якою в 1989 році виграв Другу Бундеслігу і вивів «Фортуну» в еліту.
У січні 1991 року Ристич був призначений тренером «Шальке 04», але влітку 1992 року, звільнившись, знову прийшов до «Фортуни» (Дюссельдорф), де попрацював 4 роки.
1998 року прийняв пропозицію знову попрацювати у клубі «Рот Вайс» (Обергаузен), де провів два сезони, а потім знову очолив «Фортуну» (Дюссельдорф). Його третя робота в Дюссельдорфі тривала з літа до кінця 2000 року, коли його знову звільнили через відсутність успіху.
У грудні 2001 року знову став тренером «Рот Вайса» (Обергаузен), де працював до квітня 2003 року.
У березні 2004 року очолив «Уніон» (Берлін), але працював там лише кілька місяців, оскільки команда вилетіла з Другої Бундесліги.
У сезоні 2007/08 Ристич повернувся на тренерську лаву, підписавши контракт з клубом Оберліги «Юрдінген 05», але контракт був достроково розірваний за згодою сторін 22 березня 2008 року. Відтоді він не приймав жодних пропозицій і завершив тренерську кар'єру.